# IC 2090
IC 2090 је ознака објекта на координатама са ректансцензијом 4h 44m 45,0s и деклинацијом - 33° 59" 33'. Открио га је Луис Свифт, 5. октобра 1896. Каснијим посматрањима на том положају није уочен никакав астрономски објекат.